# شهلا شرکت
شهلا شرکت (زاده ۱۰ فروردین ۱۳۳۴ در اصفهان) روزنامه‌نگار و فعال فمینیست ایرانی و مدیر مسئول و صاحب امتیاز نشریه زنان امروز و ماهنامه زنان است.

## زندگی
او در رشتهٔ روانشناسی بالینی از دانشگاه تهران مدرک کارشناسی داشته و در رشتهٔ مطالعات زنان از دانشگاه علامه طباطبائی کارشناسی ارشد گرفته‌است.
خانم شرکت روزنامه‌نگاری را با مجلهٔ اطلاعات بانوان آغاز کرد و سپس  سردبیری هفته‌نامهٔ زن روز را به عهده گرفت.
او که ۱۰ سال سردبیر و مدیر مسئول زن روز بود تغییرات مهمی در آن داده و آن را از نظر حرفه‌ای به سطح بالاتری برد ولی بعد از ۱۰ سال کار به دلیل تأکیدی که روی مسائل فمینیستی و مسائل جامعهٔ مدرن داشت از مجلهٔ زن روز اخراج شد. سپس بلافاصله در بهمن سال ۱۳۷۰ شروع به انتشار ماهنامه زنان کرد. به گفتهٔ خود وی، مجلهٔ زن روز گروه مخاطب وسیعی داشت ولی ماهنامه زنان برای مخاطبان خاص‌تری بود.

## جایزه‌ها
- جایزه شهامت در خبرنگارى[۵]
- شهلا شرکت جایزهٔ «شهامت در خبرنگاری» را از «بنیاد بین‌المللی رسانه‌های زنان» در سال ۲۰۰۵ دریافت کرد.[۶]
- در روز جهانی مطبوعات سال ۱۳۸۵، انجمن صنفی روزنامه‌نگاران ایران شهلا شرکت را به عنوان یکی از پنج روزنامه‌نگار باتجربه و برتر سال معرفی کرده و از او تقدیر کرد.[۳]